# 유하 (육원후)
유하(劉何, ? ~ ?)는 전한 중기의 제후로, 치천정왕의 아들이다.

## 생애
원정 원년(기원전 116년), 육후(陸侯)에 봉해졌다.
시호를 원(元)이라 하였고, 작위는 아들 유고가 이었다.

## 출전
- 사마천, 《사기》 권21 건원이래왕자후자연표
- 반고, 《한서》 권15상 왕자후표 上

| 선대 (첫 봉건) | 전한의 육후 기원전 116년 7월 신묘일 ~ ? | 후대 아들 육원후 유고 |